# Jim Jarmusch
Jim Jarmusch (Akron (Ohio), 22 januari 1953) is een Amerikaans filmregisseur.
Een van zijn grote projecten is de korte filmserie Coffee and Cigarettes (Koffie en sigaretten). De oorspronkelijk zes minuten durende film, met Roberto Benigni en Steven Wright, verscheen in 1986 in Saturday Night Live. Drie jaar later kwam Coffee and Cigarettes - Memphis Version uit, met acteur Steve Buscemi, die acht minuten duurde. De volgende film (van twaalf minuten) kwam in 1993 uit, Coffee and Cigarettes - Somewhere in California, met Tom Waits en Iggy Pop.
In 2005 won hij op het Filmfestival van Cannes de Grote Juryprijs voor zijn film Broken Flowers (Gebroken Bloemen).

## Filmografie als regisseur
- The Dead Don't Die (2019)
- Paterson (2016)
- Gimme Danger (documentaire, 2016)
- Only Lovers Left Alive  (2013)
- The Limits of Control (2009)
- Broken Flowers (2005)
- Coffee and Cigarettes (2003)
- Ten Minutes Older: The Trumpet (2002)
- Ghost Dog: The Way of the Samurai (1999)
- Year of the Horse (1997)
- Dead Man (1995)
- Coffee and Cigarettes - Somewhere in California (1993)
- Night on Earth (1991)
- Coffee and Cigarettes - Memphis Version (1989)
- Mystery Train (1989)
- Coffee and Cigarettes (1986)
- Down by Law (1986)
- Stranger Than Paradise (1983)
- The New World (1982)
- Permanent Vacation (1980)